# 香蕉贸易战
香蕉贸易战，是由1990年代到21世纪之间围绕在美国以及欧洲联盟的一场以香蕉为核心的贸易战（贸易纠纷）。
其起因是1990年代开始欧洲多个国家开始采用非洲、加勒比和太平洋國家集團的香蕉，並停用拉丁美洲國家的香蕉，因而引发的一场旷日持久的经济战争。该战有“史上最旷日持久的贸易战”之称。为贸易战、经济战争上的经典战役。